# Robert Smith (homme politique)
Pour les articles homonymes, voir Robert Smith et Smith.
Robert Smith (3 novembre 1757 - 26 novembre 1842) est un homme politique américain, second secrétaire à la Marine des États-Unis de 1801 à 1809, et sixième secrétaire d'État de 1809 à 1811.

## Biographie
Robert Smith naît à Lancaster dans la province de Pennsylvanie. Pendant la guerre d'indépendance américaine, il est engagé dans l'armée continentale et participe à la bataille de Brandywine. Il est diplômé de l'université de Princeton en 1781 et commence à exercer le droit dans le Maryland.
Il devient président du collège électoral du Maryland en 1789, puis membre du Sénat du Maryland de 1793 à 1795, avant de devenir membre de la chambre du Maryland de 1796 à 1800.
Le président Jefferson le nomme secrétaire à la Marine en juillet 1801, après le refus de William Jones. Il est brièvement confirmé comme Attorney General en 1805 à la suite du refus de Jacob Crowninshield (en) de devenir Secrétaire à la Marine, avant que Jefferson ne nomme John Breckinridge pour le remplacer et le laisse à plein temps à son poste de secrétaire à la Marine, qu'il quitte à la fin du mandat de Jefferson, le 4 mars 1809.
Le successeur de Jefferson, James Madison, le nomme immédiatement secrétaire d'État, poste qu'il occupe du 6 mars 1809 à sa démission forcée, le 1er avril 1811.
À ce poste, il s'oppose régulièrement au secrétaire du Trésor Albert Gallatin, et alors que Madison pensait pouvoir gérer lui-même les affaires étrangères, Smith poursuit régulièrement des politiques tellement opposées que Madison lui demande finalement de démissionner. Dans son Memorandum sur Robert Smith, Madison liste en avril 1811 la longue liste de ses griefs à l'encontre de Smith : il met en cause sa loyauté, la qualité de sa correspondance diplomatique, son indiscrétion vis-à-vis des britanniques et son opposition à la volonté de l'administration d'obtenir des concessions de la France et de la Grande-Bretagne en limitant le commerce.
Visiblement outragé par ces reproches, Robert Smith publie un démenti vigoureux et attaque la politique étrangère de Madison. Celui-ci lui offre le poste d'ambassadeur en Russie, alors occupé par John Quincy Adams, que Smith considère mais finalement refuse.
Il se retire dans le Maryland, et meurt à Baltimore le 26 novembre 1842 à l'âge de 85 ans.